# 干淨似海花介
干淨似海花介（学名：Parabythocythere limata）为深海花介科似海花介屬下的一个种。